# Östringen
Östringen je grad u njemačkoj pokrajini Baden-Württemberg, u okrugu Karlsruhe.

## Stanovništvo
Östringen ima 12.931 stanovnika u tri gradske četvrti: Odenheimu, Tiefenbachu i Eichelbergu.

## Gradovi partneri
- Abergavenny, Wales
- Rozenburg, Nizozemska
- Thiviers, Francuska
- Itter, Austrija

## Vanjske poveznice
- Službena stranica (njem.)

### Ostali projekti
|  | Zajednički poslužitelj ima još gradiva o temi Östringen |